# Munida gregaria
Espèce
Munida gregaria est une espèce de crustacé décapode de la famille des Galatheidae.